# Ефект Персонова
Ефектом Персонова в ряді джерел (особливо часто — в англомовній науковій літературі) називають явище лазерного збудження тонкоструктурних (лінійчатих) спектрів люмінесценції складних органічних молекул в твердих розчинах (матрицях).
Вперше спостерігався Р. І. Персоновим і співробітниками в Інституті спектроскопії АН СССР в 1972 році.
Дане відкриття разом з методом лазерного випалювання стабільних спектральних провалів (1974 р.). заклали основи нового напряму — тонкоструктурних спектроскопії домішкового центра в складних домішкових твердотільних системах (англ. laser selective spectroscopy).

## Зноски
1. ↑  Personov R. I., Al'shits E. I., Bykovskaya L. A. (1972). Appearance of fine structure in fluorescence spectra of laser-excited complex molecules. JETP Letters (англ.). 15 (10): 431.
2. ↑  Kharlamov B.M., Personov R.I., Bykovskaya L.A. «Stable „gap“ in absorption spectra of solid solutions of organic molecules by laser irradiation» — Opt. Commun., 1974, v.12, No.2, p.191.